# ارنست انو
ارنست انو (استونیایی: Ernst Enno؛ ۸ ژوئن ۱۸۷۵ – ۷ مارس ۱۹۳۴) شاعر و نویسنده اهل استونی بود.
آثار ارنست انو تحت تأثیر بودیسم و عرفان غربی است، علاوه بر این وی به شدت به نمادگرایی مقید بود. داستان‌های دوران وی که توسط مادر و مادربزرگ نابینایش گفته شده شگرفی در آثار ادبی او داشتند. خانه، راه و اشتیاق عناصر تکرار شونده در شعر اوست.